# Základní umělecká škola Klementa Slavického (Radotín)
Základní umělecká škola Klementa Slavického v Radotíně na Praze 5 poskytuje základy vzdělání v uměleckých oborech a připravuje také pro vzdělávání na středních školách uměleckého zaměření, na konzervatoři a na vysokých školách s uměleckým nebo pedagogickým zaměřením.

## Historie školy
Základní umělecká škola v Radotíně byla založena 1. září 1955. Škola v Radotíně vznikla jako pobočka základní školy na Zbraslavi a na pobočce bylo pouze klavírní a houslové oddělení.  Na přelomu školního roku 1959 a 1960 se z pobočky stala samostatná škola a otevřela se v ní akordeonové a dechové oddělení. V roce 1966 byla zahájena i výuka ve výtvarném oboru. Od roku 1967 už jsou otevřeny všechny umělecké obory: výtvarný, hudební, taneční, hudební a literárně dramatický podle tehdejšího vzoru Lidových škol umění se čtyřmi obory. Škola byla později pojmenována podle svého pedagoga a významného hudebního skladatele Klementa Slavického.

## Významní pedagogové
B. Bělčík, Fr. Bonuš, A. Grünfeldová, Ilja Hurník, M. Kopelent, E. Leichner, A. Máchová, Klement Slavický, I. Štraus a další.

## Budova školy
Škola sídlí ve Zderazské ulici číslo 60 v Praze 5 – Radotíně. Budova patří mezi nejstarší domy v Radotíně. Nachází se v ní 7 učeben a 1 místnost, která slouží jako pracovna ředitele, kancelář hospodářky školy a jako učebna. Pro taneční a výtvarný obor používá školy detašované učebny v budově kulturního střediska v Radotíně.